# Biggs Junction
Biggs Junction es un lugar designado por el censo ubicado en el condado de Sherman en el estado estadounidense de Oregón. En el año 2000 tenía una población de 50 habitantes y una densidad poblacional de 23 personas por km².

## Geografía
Biggs Junction se encuentra ubicado en las coordenadas 45°40′9″N 123°50′11″O / 45.66917, -123.83639.

## Demografía
Según la Oficina del Censo en 2000 los ingresos medios por hogar en la localidad eran de $19,167 y los ingresos medios por familia eran $66,250. Los hombres tenían unos ingresos medios de $40,750 frente a los $18,750 para las mujeres. La renta per cápita para la localidad era de $19,532. Alrededor del 22.5% de la población estaban por debajo del umbral de pobreza.